# Lista das Playmates da Playboy de 1993

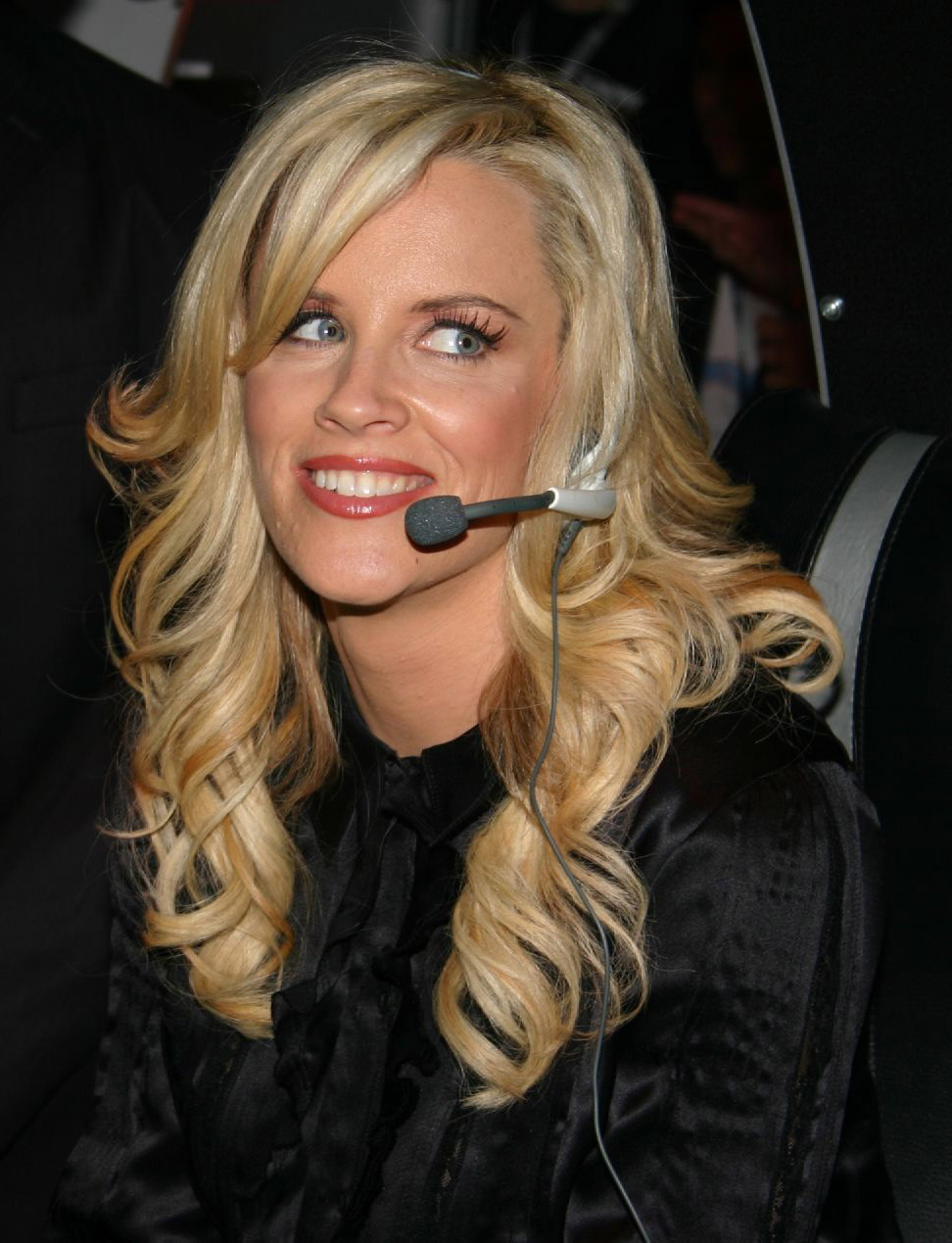
Jenny McCarthy na E3 em 2006.

A seguir está uma lista das Playmates da Playboy de 1993. A revista Playboy nomeia sua Playmate do Mês todos os meses ao longo do ano.

## Janeiro
Echo Leta Johnson (nascida em 11 de janeiro de 1974, em Austin, no Texas) é uma modelo americana. Ela é a Playmate da Playboy do mês de janeiro de 1993, apareceu em vídeos da Playboy e teve uma participação especial em Citizen Toxie: The Toxic Avenger IV. Johnson também foi Playmate na edição de outubro de 1992 da edição alemã da Playboy.
Em 1992, Johnson se formou na Santa Fe High School. Ela também foi modelo para o catálogo Frederick's of Hollywood.

## Fevereiro
Jennifer LeRoy (nascida em 7 de janeiro de 1974, Craig, no Colorado) é uma modelo e atriz americana. Ela é a Playmate da Playboy de fevereiro de 1993 e apareceu em vídeos da Playboy. Ela é irmã do esquiador olímpico Andy LeRoy.

## Março
Kimberly Donley (nascida em 15 de dezembro de 1965, em Aurora, no Illinois) é uma modelo e atriz americana. Ela é a Playmate da Playboy de março de 1993.

## Abril
Nicole Wood (nascida em 4 de fevereiro de 1970, em Canton, em Ohio) é uma modelo americana. Ela é a Playmate da Playboy de abril de 1993,  e apareceu em vários vídeos e edições especiais da Playboy após sua aparição na foto central. Ela também fez parte da equipe Playboy X-Treme. Em 2001, Wood lançou sua própria empresa de cosméticos chamada Unique Face Cosmetics. Em 2004, Wood atuava como coelhinha da Playboy.

## Maio

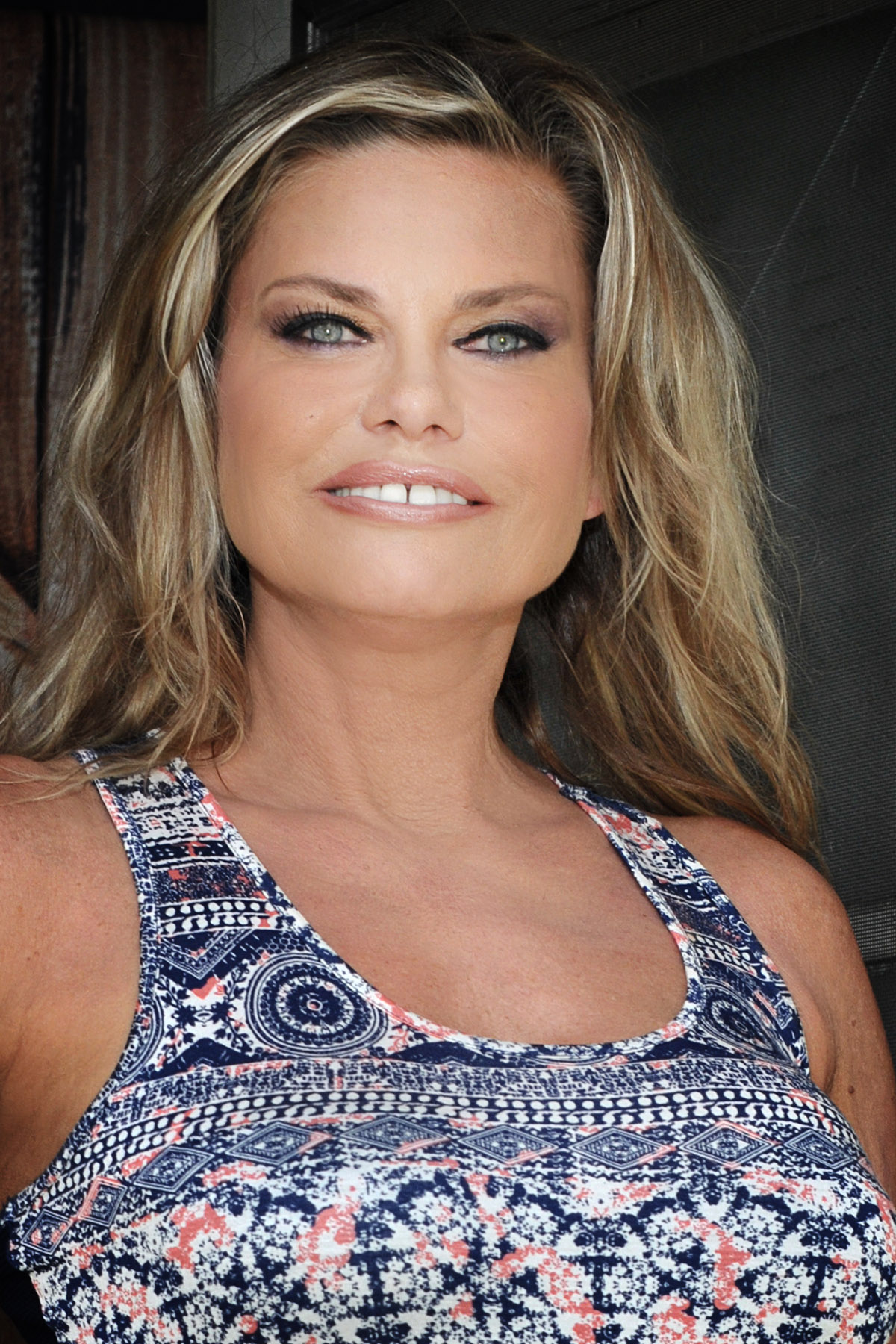
Elke Jeinsen em Los Angeles, na Califórnia, em 20 de março de 2016.

Elke Erica Weintraub Jeinsen (nascida em 25 de julho de 1966) é uma modelo e atriz alemã de Hanôver, na Baixa Saxônia. Jeinsen nasceu na Suécia, mas sua família se mudou para a Alemanha Ocidental durante o primeiro ano de sua vida. Jeinsen foi escolhida como Playmate da Playboy da Alemanha de outubro de 1986, e depois como Playmate da edição americana de maio de 1993. Sua página central foi fotografada por Arny Freytag.

## Junho
Alesha Marie Oreskovich (nascida em 21 de maio de 1972, Tampa, na Flórida) é uma modelo americana de ascendência eslava e italiana que apareceu em revistas e vídeos da Playboy. Ela é a Playmate de junho de 1993. Sua página central, fotografada por Richard Fegley, foi modelada a partir da Miss Dezembro de 1975, Nancie Li Brandi.
Ela é mais conhecida por modelar nas edições especiais da Playboy. Enquanto a maioria das modelos da Playboy fazem todo o seu trabalho para a revista em um período relativamente pequeno de três anos ou menos, Alesha posou regularmente para as edições especiais por quase uma década. Ela apareceu em várias dezenas de edições e apareceu em pelo menos quatro capas.

## Julho
Leisa Sheridan (nascida em 28 de maio de 1964) é uma modelo e atriz americana. Ela é a Playmate da Playboy de julho de 1993. Sua página central foi fotografada por Arny Freytag e Stephen Wayda.

## Agosto
Jennifer J. Lavoie (nascida em 25 de fevereiro de 1971, em Nashua, New Hampshire) é uma modelo, atriz e empresária americana. Ela é a Playmate da Playboy de agosto de 1993 e apareceu na capa da edição de outubro de 1994 da revista. Sua página central foi fotografada por Richard Fegley. Jennifer apareceu em vídeos e edições especiais da Playboy, trabalhando para a Playboy por mais de sete anos após sua aparição na foto central.

## Setembro
Carrie Ann Westcott (nascida em 12 de dezembro de 1969) é uma modelo e atriz americana. Westcott nasceu em 12 de dezembro de 1969, em Mission Hills, no Kansas e se formou na Canyon County High School em 1988. Ela passou a infância em Mission Viejo, no Califórnia. Ela é a Playmate da Playboy de setembro de 1993 e apareceu em vídeos da Playboy. Westcott também trabalhou na Playboy TV e apareceu em vários filmes.

## Outubro
Jennifer Ann "Jenny" McCarthy (nascida em 1º de novembro de 1972) é uma modelo, comediante, atriz, autora e ativista americana de Chicago, em Illinois. Ela começou sua carreira como Playmate da Playboy de outubro de 1993, antes de lançar uma carreira de atriz na televisão e no cinema. Mais recentemente, ela escreveu livros sobre parentalidade e tornou-se uma ativista promovendo alegações controversas de que as vacinas causam autismo e que a terapia de quelação é eficaz contra o autismo.
Ela interpretou a personagem agente especial Tanya Adams no jogo eletrônico Command and Conquer: Red Alert 3.

## Novembro
Julianna Young (nascida em 19 de setembro de 1960) é uma modelo americana. Ela é a Playmate da Playboy de novembro de 1993.

## Dezembro
Arlene Baxter (nascida em 27 de novembro de 1962, em Oceanside, na Califórnia) é uma modelo americana. Ela é a Playmate da Playboy de dezembro de 1993. Baxter foi agenciada pela Elite Model Management. Como modelo, ela trabalhou para Victoria's Secret, Saks Fifth Avenue, Avon e outras. Baxter também trabalha como fotógrafa.